# 雷·佐治
雷·佐治（1973年3月27日—）是一位退役葡萄牙足球運動員。他現任葡萄牙21歲以下國家足球隊主教練。雷·佐治球員時代司職左後衛，曾效力葡萄牙甲組足球聯賽波圖及士砵亭。他曾為葡萄牙國家足球隊上陣45次，先後參加2000年歐洲國家盃、2002年世界盃和2004年歐洲國家盃。2010年起執教葡萄牙U21國家足球隊。2015年歐洲U-21足球錦標賽，雷·佐治帶領葡萄牙隊打進決賽，最後互射十二碼敗於瑞典，取得亞軍。2016年巴西里約熱內盧奧運會，雷·佐治執教葡萄牙奧運足球隊參加2016年夏季奧林匹克運動會男子足球比賽。